# Synagoge Hillesheim (Rheinhessen)
Die Synagoge in Hillesheim im rheinland-pfälzischen Landkreis Mainz-Bingen wurde im 19. Jahrhundert in der Brunnenstraße 5 errichtet. Bei den Novemberpogromen 1938 wurde sie verwüstet. Später wurde sie abgerissen.

## Synagoge
Das genaue Jahr der Errichtung der Synagoge ist in den Quellen nicht überliefert. Vermutlich wurde sie zu Beginn des 19. Jahrhunderts in der Brunnengasse 5 errichtet. Bei den Novemberpogromen 1938 wurde die Synagoge verwüstet. Nach 1938 wurde das Gebäude dann an einen Privatmann verkauft, der es abriss und das Grundstück neu bebaute. Heute steht auf dem Gelände ein Wohnhaus. Über die Architektur der Synagoge und die Dauer der Nutzung geben die Quellen keine Auskunft.

## Jüdische Gemeinde Hillesheim
Die Gemeinde bestand vom Anfang des 19. Jahrhunderts bis in die 1930er Jahre. Sie verfügte über einen eigenen Friedhof, eine Mikwe sowie über eine Religionsschule. Es war ein Religionslehrer angestellt, der auch die Aufgaben des Vorbeters und Schochet innehatte. Nachdem die Mitgliederzahl im Jahr 1861 ihren höchsten Stand erreicht hatte, nahm sie ab diesem Zeitpunkt ab. Ab 1933, nach der Machtergreifung Adolf Hitlers, wurden die jüdischen Einwohner immer mehr entrechtet. Zudem kam es immer wieder zu antijüdischen Aktionen, was dazu führte, dass immer mehr jüdischen Einwohner Hillesheim verließen. 1939 lebten keine Juden mehr in Hillesheim.

### Entwicklung der Einwohnerzahl
| Jahr | Juden | Jüdische Familien | Bemerkung                                 |
| ---- | ----- | ----------------- | ----------------------------------------- |
| 1805 | 40    |                   |                                           |
| 1824 | 72    |                   |                                           |
| 1861 | 90    |                   | 16 Prozent der Bevölkerung von Hillesheim |
| 1871 | 81    |                   |                                           |
| 1880 | 63    |                   |                                           |
| 1895 | 70    |                   |                                           |
| 1905 | 61    |                   |                                           |
| 1910 | 45    |                   |                                           |
| 1933 | 30    |                   |                                           |

Quelle: alemannia-judaica.de; jüdische-gemeinden.de

### Opfer des Holocaust
Das Gedenkbuch – Opfer der Verfolgung der Juden unter der nationalsozialistischen Gewaltherrschaft 1933–1945 und die Zentrale Datenbank der Namen der Holocaustopfer von Yad Vashem führen 20 Mitglieder der jüdischen Gemeinschaft Hillesheim (die dort geboren wurden oder zeitweise lebten) auf, die während der Zeit des Nationalsozialismus ermordet wurden.